# Styx (jeu vidéo)
Pour les articles homonymes, voir Styx (homonymie).
Styx est un jeu vidéo développé par Windmill Software et sorti en 1983 sur IBM PC, sous la forme d'une disquette 5"¼ bootable. Il s'agit d'un clone de Qix, jeu d'arcade de 1981.
Styx est l'un des rares jeux à avoir exploité le mode CGA 160x100 en 16 couleurs.

## Principe du jeu
Le joueur contrôle une boule pouvant se déplacer autour de l'écran, et entrer dans la zone centrale pour délimiter des surfaces de couleur. Au milieu de l'écran se trouve un « styx », objet constitué de lignes colorées en mouvement. Une « chenille », constituée d'une succession de points, fait le tour de l'écran à vitesse constante. Le but du jeu est de colorer la plus grande surface possible sans jamais toucher ni le styx ni la chenille.
Lorsque 80 % de l'écran a été rempli, le niveau est terminé. Au fur et à mesure des niveaux, le nombre de styx et de chenilles ainsi que leur vitesse de déplacement augmentent.